# 1282
1282 (MCCLXXXII) a fost un an obișnuit al calendarului gregorian.

## Evenimente
- 8 februarie: Se reconstituie "Liga toscană" (orașele Florența, Prato, Pistoia, Lucca și Siena).
- 30 martie: "Vecerniile siciliene": începutul răscoalei locuitorilor din Sicilia, încurajați de regele Petru al III-lea al Aragonului și de împăratul bizantin Mihail al VIII-lea Paleologul, împotriva lui Carol de Anjou și a francezilor; pe parcursul următoarelor luni de zile, mii de francezi din insulă sunt uciși; răscoala conduce la întreruperea cruciadei antibizantine în care Carol de Anjou pornise.
- 16 iulie: Carol de Anjou începe asediul Messinei, în Sicilia.
- 30 august: Regele Petru al III-lea al Aragonului debarcă la Trapani și începe ocuparea Siciliei.
- 4 septembrie: Petru al III-lea se proclamă rege al Siciliei, la Palermo.
- 27 septembrie: Roger de Loria, conducătorul trupelor lui Carol de Anjou renunță la asedierea orașului Messina; flota franceză este distrusă de aragonezi, iar francezii sunt alungați din Sicilia.
- 18 noiembrie: Papa Martin al IV-lea excomunică pe Petru de Aragon.
- 24 decembrie: Dieta de la Augsburg: ducatele de Stiria, Carintia, Carniola și Friuli revin Austriei; constituirea domeniului ereditar al Habsburgilor; Viena devine reședința lui Rudolf I.

### Nedatate
- 1282-1860. Este constituit Regatul celor Două Sicilii. Cele două teritorii au fost conduse de pretendenții la titlul de rege al Siciliei.
- martie: Se încheie cucerirea Țării Galilor de către regele Eduard I al Angliei.
- Are loc ultima erupție a vulcanului Larderello, din sudul Toscanei.
- Arhiepiscopul de Canterbury ordonă închiderea tuturor sinagogilor din Londra.
- Bătălia de la Forli dintre guelfi și ghibelini: trupele franceze ale papei Martin al IV-lea sunt înfrânte de Guido de Montefeltro.
- Bătălia de la Vronen: contele Floris V de Olanda înfrânge pe locuitorii din Frizia.
- Împăratul Rudolf al II-lea învestește pe fiii săi, Albert I al Germaniei și Rudolf al II-lea al Austriei cu calitatea de conducători în ducatele de Austria și Stiria.
- Proiectul unei expediții care să înconjoare Africa, avansat de familia Vivaldi din Republica Genova.
- Sub presiunea nobilimii daneze, regele Eric Glipping le acordă acestora o chartă.
- Tequdar, noul conducător al statului ilhanid, se convertește la Islam, ia numele de Ahmed și titlul de sultan; nepotul său Arghoun, guvernator în Chorasan, sprijinit de Kublai-han, se revoltă împotriva unchiului său.

## Arte, Știință, Literatură și Filosofie
- Adam de la Halle scrie Jeu de Robin et de Marion.
- Împăratul Andronic al II-lea refondează universitatea din Constantinopol, sub numele de Mouseion.

## Nașteri
- 1 aprilie: Ludovic al IV-lea de Bavaria, viitor împărat romano-german (d. 1347)
- 15 aprilie: Frederic IV, viitor duce de Lorena (d. 1329)
- Oshin, viitor rege al Armeniei (d. 1320)
- Hugues V, duce de Burgundia (d. 1315)
- Inocențiu al VI-lea, viitor papă (d. 1362)
- Uzbek-han, viitor conducător al Hoardei de Aur (d. 1341)

## Decese
- 1 aprilie: Abaqa-han, conducător mongol al statului Ilhanizilor, decedat la Hamadan (n. 1234)
- 13 octombrie: Nichiren, călugăr budist din Japonia (n. 1222)
- 11 decembrie: Mihail al VIII-lea Paleolog, împărat al Bizanțului (n. 1225)
- Georgios Akropolites, om politic și cronicar bizantin (n. 1217)
- Philippe Mouskes, cronicar flamand

## Înscăunări
- 4 septembrie: Petru de Aragon, ca rege al Siciliei.
- Ștefan Milutin, rege al Serbiei.
- 11 decembire: Andronic al II-lea Paleolog, împărat al Bizanțului.
- Tequdar, conducător al statului ilhanizilor din Iran.